# Кісіна Юлія Дмитрівна
Юлія Дмитрівна Кісіна (нар. 1966, Київ) — сучасна російська художниця і письменниця.

## Біографія
Закінчила Державну Київську художню школу імені Тараса Шевченка. Навчалася на сценарному факультеті ВДІКу та в Академії витончених мистецтв у Мюнхені. З кінця 80-х брала участь у неофіційому життя Москви та Ленінграду, була близька до кола московського концептуалізму, публікувалася в самвидаві (наприклад, в «Мітіном журналі» і в журналі «Місце друку»).
З 1991 року жила в Німеччині, де стала відома як художниця, завдяки «перформативною фотографії» і перформансу. Була удостоєна художньої стипендії Дрезднер банку ім. Юргена Понто і двічі літературної стипендії Берлінського Сенату.
Починаючи з 2000 року провела ряд мистецьких акцій, в тому числі перформанс «Божественне полювання» (екскурсія для овець в музеї Сучасного мистецтва у Франкфурті-на-Майні). В 2003 була ініціатором міжнародного фестивалю «Мистецтво і злочин» в театрі «Хеббель» у Берліні. У 2006 заснувала «Клуб мертвих художників».
Живе і працює в Берліні.

## Літературні публікації
Книги
- Політ голубки над брудом фобії / вид-во Obscuri viri, Москва, 1992
- Дитинство дьявола / вид-во Obscuri viri, Москва, 1993
- Прості бажання / вид-во Алетейя, Санкт-Петербург, 2001, ISBN 5-89329-372-X, (Номінація на Премію Андрія Білого)
- Тарантіно відпочиває / вид-во Aufbau, Берлін, 2005, нім. пер. ISBN 3-351-03047-9
- Мілін і магічний олівець / Пригодницький роман для дітей / вид-во Berlin / Bloomsbury, Берлін-Лондон, 2005 нім. пер. ISBN 3-8270-5035-9
- Посмішка сокири / вид-во Kolonna publications, Санкт-Петербург, 2007
- Весна на Місяці / роман, вид-во Азбука / Санкт-Петербург, 2012, ISBN 978-5-389-03189-0;  вид-во Фабула, пер. укр. 2016, ISBN 9786170930675

Антології
- Російські квіти зла (Антологія російської прози кінця XX століття) Сост. Віктор Єрофєєв / Ексмо-Пресс, 1997, перевидано у 2002 і 2004
- Ruské kvety zla / вид-во Belimex, Братислава, 2001
- Російськи оповідання XX століття Сост. Володимир Сорокін / вид-во Захаров, 2005, ISBN 5-8159-0534-8
- Сучасна російська проза. 22 оповідання / вид-во Захаров, 2003, ISBN 5-8159-0302-7
- Les fleurs du mal: une révolution littéraire dans la nouvelle Russie / вид-во A.Michel, Париж, 1997, фр. пер.
- I fiori del male russi / вид-во Voland, Рим, 2001, ит. пер.
- Rußland. 21 neue Erzähler / вид-во DTV, 2003, нім. пер.
- Il casualitico (Фернанду Пессоа, Амелі Нотомб, Ренцо Паріс, Франко Пуріні, Юлія Кісіна) / вид-во Voland, Рим, 2003, ит. пер.
- Tema lesarva, антологія / вид-во Gabo, Будапешт, 2005, угор. пер.
- Cuentos rusos / вид-во Siruela, Мадрид, 2006, Іспан. пер.
- A Thousand Poets, One Language / Фонд шейха Мохаммеда Рашида Аль Мактума, Дубай, 2009, араб. і англ. пер.

## Фотографія і перформанс (публікації)
- Julia Kissina «Toys» «Revolver», Stuttgart, 2000, ISBN 3-934823-01-7
- Julia Kissina «When Shadows Cast People», «Peperoni books» [Архівовано 2 листопада 2012 у Wayback Machine.], 2010, ISBN 978-3-941825-09-3
- Julia Kissina «DEAD ARTISTS SOCIETY», «Verlag für moderne Kunst Nürnberg», 2010, ISBN 978-3-86984-146-5
- Юлія Кісіна «Суспільство мертвих художників» в московського концептуалізму» Германа Титова, рос. мова